# Arūnas Klimavičius
Arūnas Klimavičius (* 5. Oktober 1982 in Panevėžys) ist ein litauischer Fußballspieler.

## Karriere

### Im Verein
Arūnas Klimavičius begann seine Profikarriere im Jahr 2000 bei Ekranas Panevėžys. Im Jahr 2005 gewann er mit Ekranas Panevėžys die litauische Meisterschaft. Nach sieben Jahren in Litauen wechselte er 2007 zu FK Dynamo Moskau. Er bestritt in zwei Jahren 23 Partien für Dynamo. Anfang 2009 unterschrieb er bei Ural Jekaterinburg in der 1. russischen Division. Auch dort blieb er nicht lange und wechselte im Dezember 2009 zum russischen Premjer-Liga-Aufsteiger FK Sibir Nowosibirsk. Nach dem sportlichen Abstieg aus der Premjer-Liga ging der Verteidiger nach Kasachstan zu Schetissu Taldyqorghan. 2012 wurde Klimavičius von dem Ligarivalen FK Aqtöbe verpflichtet.

### Nationalmannschaft
Im Jahr 2005 gab Klimavičius sein Debüt für die litauische Fußballnationalmannschaft. Seither absolvierte er 41 Partien und erzielte drei Tore für das Nationalteam.